# Чума (филм, 2023)
„Чума“ е български игрален филм (драма) на режисьора Иван Владимиров. Сценарист на филма е Боян Биолчев. Оператор е Румен Василев, а музиката е на Петко Манчев и Антони Манчев.
Филмът е вдъхновен от разказа „През чумавото“ на Йордан Йовков.
Световната премиера се състои в „Кино Люмиер“ на 14 октомври 2023 г., и излиза по кината на 19 януари 2024 г. от „Александра Филмс“.

## Сюжет
Началото на 19 век. Чорбаджи Юрдан и синът му Йоно се завръщат от хаджилък и заварват чумата да върлува по българските земи. Пътят към дома е осеян с горящи села, разбойници, хаос и страх. А Йоно бърза за сватба. Неговата годеница Елица го чака – смела и вярна, тя предчувства опасността. Селяните са изгладнели и уплашени. Страхът за секунди може да се превърне в насилие.
Черната напаст изважда най-лошото и най-доброто в човешката природа.

## Актьорски състав
| В главните роли  | Изпълнител       |
| ---------------- | ---------------- |
| Чорбаджи Юрдан   | Свежен Младенов  |
| Елица            | Евелина Бибова   |
| Йоно             | Матей Мичев      |
| Отец Матей       | Добрин Досев     |
| Мъжагата         | Велислав Павлов  |
| Дребния          | Станислав Пеев   |
| Майката на Елица | Людмила Сланева  |
| Старейшината     | Любомир Бъчваров |

## Снимачен процес
Снимките приключват на 13 юли 2023 г.